# Аудиопедия
Аудиопедия — некоммерческий фонографический архив и интернет-радиостанция, собираемый Ю. И. Метёлкиным.

## Структура
Портал состоит из семи независимых подпроектов:
- Театрология (theatrologia.su) — фонографический архив театров СССР и России. Содержит радиопостановки, литературные радиокомпозиции, записи трансляций спектаклей, басни, литературные чтения, стихотворения. Циклы воспоминаний и антологий о театрах, актерах, режиссёрах. Интервью актёров и режиссёров.
- Свидетель (svidetel.su) — фонотека звуков, имеющих культурное и историческое значение. Сайт содержит воспоминания о знаменитых людях и исторических событиях, рассказы о Великой Отечественной войне, голоса её участников, сводки фронтов. Участники сайта могут сами добавлять в коллекцию записи.
- Лекториум (lektorium.su) — записи лекций по различным областям науки, научно-популярные радиопередачи, интервью с учёными, аудиоверсии вузовских учебников и другой учебный материал (например, в разделе «Медицина» находятся записи интервью пациентов психиатрической больницы).
- Репортаж (reportage.su) — фонографический архив репортажей, интервью, бесед, воспоминаний, рассказов, фрагментов речей и прочих документальных фонограмм.
- Школьная фонохрестоматия (phonochrestomatia.su) — фонограммы, предложенные к использованию в программах школьного обучения.
- Старое радио (staroeradio.ru) — некоммерческая интернет-радиостанция, архив радиопередач на русском языке, выходивших в прошлом на других радиостанциях (около 23 тысяч единиц хранения на 15.10.2014 г.). Структура вещания:
  - Старое радио — радиопостановки, литературные радиокомпозиции, радиозаписи: спектакли, басни, литературные чтения, стихотворения, циклы воспоминаний о знаменитых людях и исторических событиях. Рассказы о Второй мировой войне, голоса её участников, сводки фронтов. Знаменательные репортажи, фрагменты речей, музыкальные радиокомпозиции, оперы, оперетты.
  - Детское радио — детские сказки, трансляция советских детских радиопередач (например, «Радионяня»).
  - Музыкальная волна — песни и музыка первой половины XX века.

## Награды
- 2009 — проект «Старое радио» стал лауреатом первой премии в номинации «Культура» Всероссийского фестиваля интернет-проектов «Новая реальность-2009»[1].
- 2009 — проект «Аудиопедия» стал лауреатом специальной номинации конкурса сайтов «Позитивный контент-2009»[2].
- 2016 — Премия «Свободные знания» (Вики-премия)[3] — за создание фонографических архивов «Свидетель»[4] и «Репортаж»[5], являющихся частью проекта «Аудиопедия» и содержащих уникальные записи, многие из которых перешли в общественное достояние

## СМИ о проекте
- В. Золотухин, М. Божович. Для самостоятельного изучения (недоступная ссылка) // «Ведомости», № 24 (159) 10 июля 2009.
- Интернет-проект «АудиоПедия» стал лауреатом конкурса «Позитивный контент» // «Общая Газета», 17 декабря 2009.
- Самые яркие новинки Интернета (недоступная ссылка) // «Личные Деньги», 10 сентября 2010.
- Марценюк Е. В сказочное время мы живём! // газета «Юг» № 9(15852) за 10 февраля 2011.
- Карпов А. Энтузиасты спасли уникальные аудиозаписи от уничтожения // «Вести. Москва», 6 сентября 2012.